# Route 11A (Alberta)
Pour les articles homonymes, voir Route 11A.
La Route 11A est la désignation de deux routes reliées à la route 11 (David Thompson Highway) en Alberta. Le segment à Rocky Mountain House est numéroté 11A:02 par le Gouvernement albertain alors que le segment entre Sylvan Lake et Red Deer est numéroté 11A:06.

## Rocky Mountain House
La route 11A débute à l'intersection avec la route 11 comme prolongement de la route 756. Elle se dirige vers le sud jusqu'à ce qu'elle croise la Township Road 393, où elle bifurque vers l'est en direction de Rocky Mountain House, offrant une route alternative à la route 11. Dans la municipalité de Rocky Mountain House, la route emprunte 52 Avenue. Elle forme un multiplex avec la route 752 jusqu'à son terminus est à la jonction avec la route 11 / route 22 et la route 598, laquelle constitue le prolongement de la route 11A.

### Intersections majeures
| Municipalité rurale / spécialisée | Ville                                 | km    | Destinations                                                | Notes                                 |
| --------------------------------- | ------------------------------------- | ----- | ----------------------------------------------------------- | ------------------------------------- |
| Comté de Clearwater               |                                       | 0,00  | AB-756 nord – Parc provincial de Crimson Lake               | L'AB-11A ouest devient l'AB-756 nord  |
| Comté de Clearwater               | AB-11 – Nordegg, Rocky Mountain House | 0,00  |                                                             |                                       |
| Comté de Clearwater               |                                       | 4,40  | Township Road 393A                                          |                                       |
| Comté de Clearwater               | Rocky Mountain House                  | 9,50  | Traverse la rivière Saskatchewan Nord                       | Traverse la rivière Saskatchewan Nord |
| Comté de Clearwater               | Rocky Mountain House                  | 10,30 | AB-752 ouest / 60 Street                                    |                                       |
| Comté de Clearwater               | Rocky Mountain House                  | 11,70 | AB-11 / AB-22 – Nordegg, Drayton Valley, Caroline, Red Deer |                                       |
| Comté de Clearwater               | Rocky Mountain House                  | 11,70 | AB-598 est – Leslieville                                    | L'AB-11A est devient l'AB-598 est     |
| - Transition de route             |                                       |       |                                                             |                                       |

## Sylvan Lake - Red Deer
La route 11A du segment entre Sylvan Lake et Red Deer est l'une des rares routes alternatives à ne pas rencontrer sa route principale, la route 11. Elle constitue le prolongement de la Township Road 390 depuis le carrefour giratoire avec la route 20 à Sylvan Lake. Elle se rend à Red Deer, à l'est, où elle prend à l'intersection avec la route 2A.
Ce segment de la route 11A, incluant le segment déclassé entre Benalto et Sylvan Lake, était le tracé original de la route 11 avant qu'elle ne soit déplacée au sud de Sylvan Lake à la fin des années 1980,.

### Intersections majeures
| Municipalité rurale / spécialisée | Ville             | km     | Destinations                           | Notes                               |
| --------------------------------- | ----------------- | ------ | -------------------------------------- | ----------------------------------- |
| Comté de Red Deer                 | Benalto           | −13,20 | AB-11 – Rocky Mountain House, Red Deer | Ancien terminus ouest de l'AB-11A   |
| Comté de Red Deer                 | Sylvan Lake       | −2,20  | 50 Street                              | Ancienne AB-781                     |
| Comté de Red Deer                 | Sylvan Lake       | 0,00   | AB-20 – Bentley, Rimbey                | Carrefour giratoire; terminus ouest |
| Ville de Red Deer                 | Ville de Red Deer | 14,20  | AB-2 – Calgary, Edmonton               | Sortie 405 de l'AB-2                |
| Ville de Red Deer                 | Ville de Red Deer | 17,40  | AB-2A (Gaetz Avenue) – Lacombe         |                                     |
| - Ancien tracé                    |                   |        |                                        |                                     |